# WWE Cyber Sunday
 Der er for få eller ingen kildehenvisninger i denne artikel, hvilket er et problem. Du kan hjælpe ved at angive troværdige kilder til de påstande, som fremføres i artiklen.

Cyber Sunday var et pay-per-view-show inden for wrestling produceret af World Wrestling Entertainment. Det var ét af organisationens månedlige shows og blev afholdt i oktober eller november fra 2004 til 2008, indtil det blev erstattet af WWE's Bragging Rights i 2009. 
I 2004 og 2005 var showet dog kendt under navnet Taboo Tuesday, og i forbindelse med WWE's brand extension var showet eksklusivt til RAW-brandet. Det var i denne periode også det første pay-per-view-show afholdt på en tirsdag siden This Tuesday in Texas i 1991. I 2004 blev showet afholdt i oktober, men året efter blev showet skubbet hen i starten af november, formentlig for at undgå konkurrence fra slutspillet i baseball. I 2006 blev showet flyttet til den sædvanlige plads søndag aften og omdøbt Cyber Sunday. 
Cyber Sunday var kendetegnet ved, at fans havde muligheden for at stemme på forskellige betingelser ved alle kampene. Afstemningen begyndte typisk nogle uger forinden under en episode af WWE's RAW og slutter under selve showet, ofte lige inden den pågældende kamp begyndes. Derfor kaldes showet nogle gange for det interaktive pay-per-view-show. Det var i starten muligt at stemme via WWE's officielle website, men fra 2008 blev det erstattet af afstemning via sms. 
| Sport | Spire Denne artikel om sport er en spire som bør udbygges. Du er velkommen til at hjælpe Wikipedia ved at udvide den. |